# Ủy ban quốc gia dân số và sinh đẻ có kế hoạch
Ủy ban quốc gia dân số và sinh đẻ có kế hoạch được Hội đồng Bộ trưởng Việt Nam quyết định thành lập ngày 11/4/1984. Ủy ban có nhiệm vụ giúp Hội đồng Bộ trưởng chỉ đạo về công tác dân số và sinh đẻ có kế hoạch, chủ trì việc phối hợp giữa các cơ quan, các đoàn thể quần chúng tổ chức thực hiện công tác dân số và sinh đẻ có kế hoạch trong cả nước.
Ủy ban được đổi tên thành Ủy ban Quốc gia dân số và kế hoạch hoá gia đình từ ngày 6/2/1985.
Từ năm 1991 Ủy ban hoạt động độc lập như cơ quan thuộc Chính phủ do 1 Phó Chủ tịch Hội đồng Bộ trưởng làm Chủ nhiệm, sau là 1 Bộ trưởng và tồn tại đến năm 2001 Ủy ban Quốc gia Dân số Kế hoạch hóa gia đình hợp nhất với Ủy ban Bảo vệ, chăm sóc trẻ em thành Ủy ban Dân số, Gia đình và Trẻ em là cơ quan ngang bộ. 
Từ năm 2007, giải thể Uỷ ban Dân số, Gia đình và Trẻ em, chức năng quản lý Nhà nước về DS-KHHGD được giao về Bộ Y tế.

## Lịch sử
Năm 1957 Đại hội đồng Liên hợp quốc đã thông qua Nghị quyết về các vấn đề dân số, nghị quyết chỉ ra giải pháp đem lại lợi ích về nhiều mặt và có hiệu quả cao cho công cuộc phát triển kinh tế-xã hội của nhiều quốc gia.
Năm 1961 Thủ tướng Phạm Văn Đồng đã ký Quyết định số 216/CP ngày 26/12/1961 về sinh đẻ có hướng dẫn cho nhân dân trong cả nước. Ban chỉ đạo hướng dẫn sinh đẻ có kế hoạch cũng được thành lập và do Thủ tướng Phạm Văn Đồng kiêm nhiệm trưởng ban tới năm 1975. Từ năm 1997 Chính phủ quyết định lấy ngày 26/12 là ngày Dân số Việt Nam.
Năm 1971 Thành lập Ủy ban bảo vệ Bà mẹ, trẻ em và Sinh đẻ có kế hoạch trên toàn quốc với mục đích tuyên truyền giáo dục chăm sóc sức khỏe sinh sản, sinh sản kế hoạch trong cán bộ, công nhân viên, hội viên, đoàn viên. Ủy ban tồn tại đến năm 1974 thì giải thể, công tác chuyên môn do Bộ Y tế đảm nhiệm tới năm 1984.
Năm 2002, sáp nhập Uỷ ban DS-KHHGĐ với Uỷ ban Bảo vệ chăm sóc trẻ em thành Uỷ ban Dân số, Gia đình và Trẻ em.
Năm 2007, giải thể Uỷ ban Dân số, Gia đình và Trẻ em, chức năng quản lý Nhà nước về DS-KHHGD được giao về Bộ Y tế.
Năm 2008, Tổng cục Dân số-KHHGĐ được thành lập để giúp Bộ trưởng Bộ Y tế quản lý Nhà nước về lĩnh vực DS-KHHGĐ bao gồm lĩnh vực: quy mô dân số, cơ cấu dân số và chất lượng dân số; chỉ đạo các hoạt động chuyên môn, nghiệp vụ về DS-KHHGĐ trong phạm vi cả nước

## Nhiệm vụ và quyền hạn
Ủy ban Quốc gia dân số và kế hoạch hoá gia đình có nhiệm vụ và quyền hạn sau:
- Xây dựng phương hướng chiến lược, kế hoạch 5 năm và hàng năm, các chế độ, chính sách về công tác dân số và kế hoạch hoá gia đình trình Hội đồng Bộ trưởng ban hành. Chủ trì phối hợp và hướng dẫn các ngành, Ủy ban nhân dân các cấp xây dựng và tổ chức thực hiện các kế hoạch đó.
- Phối hợp cùng Uỷ ban Kế hoạch Nhà nước trong việc cân đối kế hoạch về công tác dân số và kế hoạch hoá gia đình với phát triển kinh tế - xã hội trong cả nước.
- Được Hội đồng Bộ trưởng uỷ nhiệm chủ động yêu cầu các tổ chức quốc tế và nước ngoài về hợp tác, viện trợ phục vụ chương trình dân số và kế hoạch hoá gia đình, cùng Uỷ ban Kế hoạch Nhà nước thực hiện việc phân bổ và hướng dẫn, theo dõi sử dụng viện trợ vào công tác dân số có hiệu quả cao nhất.
- Theo dõi, đôn đốc, kiểm tra các ngành, Ủy ban nhân dân các cấp, các đoàn thể nhân dân tuyên truyền, giáo dục thực hiện kế hoạch và chính sách về dân số và kế hoạch hoá gia đình.
- Phối hợp với Bộ Tài chính trong việc bảo đảm ngân sách và thực hiện việc phân phối, sử dụng ngân sách, vốn đầu tư và trang thiết bị phục vụ công tác dân số và kế hoạch hoá gia đình.
- Phối hợp với các ngành trong việc lồng ghép chương trình dân số kế hoạch hoá gia đình với kế hoạch của ngành trên cơ sở chương trình do Uỷ ban đề xuất đã được Chủ tịch Hội đồng Bộ trưởng thông qua; tổ chức việc thu thập thông tin thống kê về công tác dân số và kế hoạch hoá gia đình.
- Xây dựng ngân sách; thực hiện việc quản lý, điều phối và sử dụng các nguồn tài lực (kể cả nguồn viện trợ của nước ngoài) phục vụ cho mục tiêu, kế hoạch, chương trình và các hoạt động cụ thể của công tác dân số và kế hoạch hoá gia đình.
- Tổ chức việc kiểm tra, đánh giá hoặc phối hợp với các ngành, các đoàn thể tổ chức việc kiểm tra, đánh giá kết quả việc thực hiện chương trình dân số và kế hoạch hoá gia đình.
- Yêu cầu các ngành, các cấp, các đoàn thể xã hội có liên quan cung cấp các thông tin về dân số và kế hoạch hoá gia đình.

## Tổ chức

### Giai đoạn 1961-1975
- Chủ tịch
  - Thủ tướng Phạm Văn Đồng (lúc đó gọi là "Trưởng ban chỉ đạo hướng dân sinh đẻ có kế hoạch")

### Giai đoạn 1984-1987
- Chủ tịch
  - Phó chủ tịch Hội đồng Bộ trưởng Võ Nguyên Giáp
- Phó Chủ tịch thường trực
  - Bộ trưởng Bộ Y tế Đặng Hồi Xuân
- Phó chủ tịch
  - Bộ trưởng Bộ Lao động Đào Thiện Thi
  - Phó Chủ nhiệm Uỷ ban Kế hoạch Nhà nước Vũ Quang Tuyến (đến tháng 2/1985)
  - Phó chủ nhiệm Uỷ ban Kế hoạch Nhà nước Hồ Ngọc Nhường (từ tháng 2/1985)
- Ủy viên
  - Bộ trưởng Bộ giáo dục Nguyễn Thị Bình
  - Phó Chủ nhiệm Uỷ ban Kế hoạch Nhà nước Vũ Quang Tuyến (từ 5/1984 là Phó chủ tịch)
  - Chủ nhiệm Uỷ ban Phát thanh và truyền hình Việt Nam Trần Lâm
  - Bí thư thứ nhất Trung ương Đoàn Thanh niên Cộng sản Hồ Chí Minh Vũ Mão
  - Phó Chủ tịch Hội Liên hiệp phụ nữ Việt Nam Nguyễn Thị Như (đến tháng 12/1985)
  - Ủy viên Ban Thư ký Trung ương Hội Liên hiệp Phụ nữ Việt Nam Dương Thị Thùy (từ tháng 12/1985)
  - Phó Chủ tịch Tổng Công đoàn Việt Nam Phạm Thế Duyệt
  - Tổng cục phó Tổng cục Thống kê Nguyễn Ngọc Sơn
  - Phó chủ nhiệm Uỷ ban Khoa học xã hội Vũ Khiêu (từ tháng 2/1985)
  - Trưởng ban Ban thi đua Trung ương Nguyễn Thọ Chân (từ tháng 2/1985)
- Tổng thư ký
  - Thứ trưởng Bộ Y tế Nguyễn Công Thắng

### Giai đoạn 1987-1991
- Chủ tịch 
  - Phó chủ tịch Hội đồng Bộ trưởng Võ Văn Kiệt
- Phó Chủ tịch
  - Bộ trưởng Bộ Y tế Đặng Hồi Xuân (đến năm 1988)
  - Bộ trưởng Bộ Y tế Phạm Song (kiêm nhiệm từ năm 1988)
  - Thứ trưởng Bộ Lao động - Thương binh và xã hội Trần Đình Hoan
- Tổng thư ký
  - Thứ trưởng Bộ Y tế Phạm Song
- Ủy viên
  - Thứ trưởng Bộ Thông tin Phan Quang
  - Thứ trưởng Bộ Giáo dục Nghiêm Chưởng Châu
  - Thứ trưởng Bộ Văn hoá Nông Quốc Chấn
  - Uỷ viên Ban thư ký Tổng Công đoàn Việt Nam Hoàng Tỉnh
  - Phó Tổng cục trưởng Tổng cục Thống kê Nguyễn Ngọc Sơn
  - Phó Chủ tịch Hội Liên hiệp Phụ nữ Việt Nam Nguyễn Thị Phương Minh
  - Bí thư thứ nhất Trung ương Đoàn Thanh niên Cộng sản Hồ Chí Minh Hà Quang Dự

### Giai đoạn 1991-nay
- [1992-1997] GS. Mai Kỷ - Bộ trưởng, Chủ nhiệm Ủy ban quốc gia Dân số và Kế hoạch hóa gia đình
- [1997-2001] Trần Thị Trung Chiến - Bộ trưởng, Chủ nhiệm Uỷ ban Quốc gia DS-KHHGĐ
- [2002-2006] Lê Thị Thu - Bộ trưởng, Chủ nhiệm Uỷ ban Dân số, Gia đình và Trẻ em.
- [2007-2011] Nguyễn Quốc Triệu - Bộ trưởng Bộ Y tế
- [2011-nay] Nguyễn Thị Kim Tiến - Bộ trưởng Bộ Y tế